# 真下有紀
真下 有紀（ました ゆうき、1965年11月5日 - ）は、東京都荒川区出身の女優。

## 来歴
血液型A型、身長160cm。妹と弟が居る。
川村高等学校卒業。
1984年、石坂浩二に才能を認められて劇団急旋回に入団。最初は石坂の事務所である「石坂ミュージカル・エンタープライズ」に所属していた。

## 出演

### テレビドラマ

#### NHK
- スリル!〜赤の章・黒の章〜（2017年） - 浅田俊美 役
- 専業主婦が就職するまでにやっておくべき8つのこと（2018年） - 山内冴子 役
- ベビーシッター・ギン!（2019年） - 瀬山婦警 役

#### 日本テレビ
- CAとお呼びっ!（2006年）
- 夢をかなえるゾウ（2008年）
- ごくせん（2008年） - 石橋篤海の母 役
- リセット（2009年）
- たぶらかし-代行女優業・マキ-（2012年）
- 東京全力少女（2012年） - バスの乗客 役
- 黒い十人の女（2016年） - 美佐 役

#### TBS
- ケータイ刑事 銭形雷（2006年） - 堀越雅子 役
- 夫のカノジョ（2013年） - 啓太ママ 役
- THE GOOD WIFE / グッドワイフ（2019年） - 藤堂医師 役
- MIU404（2020年） - 弁護士 役

#### フジテレビ
- 弁護士 灰島秀樹（2007年）
- 鯨とメダカ（2008年） - 細田繁美 役
- 恋して悪魔〜ヴァンパイア☆ボーイ〜（2009年） - 猫田先生 役
- プロポーズ兄弟〜生まれ順別 男が結婚する方法〜（2011年）
- 家族ゲーム （2013年） - 岸田菜穂 役
- キャリア〜掟破りの警察署長〜（2016年） - 越後雅美 役
- ほんとにあった怖い話
  - 「呪われた病室」（2012年） - 田村和子 役
- 全っっっっっ然知らない街を歩いてみたものの 第5話（2021年4月1日）
- やんごとなき一族 第2話（2022年4月28日）- 日本舞踊師範 役
- この素晴らしき世界 第7話（2023年8月31日） - 警視庁の職員 役
- 問題物件 第3話（2025年1月29日） - 道代 役[2]
- 金曜プレステージ
  - 「検事・霞夕子1」（2011年） - 小菅英子 役

#### 関西テレビ
- 逃亡弁護士（2010年）
- モンスター 第7話（2024年11月25日、フジテレビ系） - 中本英子 役[3]

#### テレビ朝日
- 仮面ライダーシリーズ
  - 仮面ライダーキバ（2008年） - 主婦 役
  - 仮面ライダーリバイス 第7話（2021年10月17日） - 母親 役
- 交渉人〜THE NEGOTIATOR〜（2009年） - 岡本敏子 役
- 警視庁失踪人捜査課（2010年） - 土屋宏美 役
- アスコーマーチ〜明日香工業高校物語〜（2011年） - IKAROSの客 役
- 俺の空 刑事編（2011年）
- 都市伝説の女（2012年） - 大川頂 役
- Answer〜警視庁検証捜査官 第2話（2012年）- 近所に住む主婦 役
- 相棒（2015年） - 浜倉千恵 役
- 土曜ワイド劇場
  - 「犯罪心理学教授・兼坂守の捜査ファイル2」（2015年） - 磯山早紀 役
  - 「棟居刑事シリーズ9」（2016年） - 仲居 役
- 静おばあちゃんにおまかせ（2018年） - 植木美幸 役
- 魔進戦隊キラメイジャー 第14話（2020年7月12日） - おばちゃん 役
- 刑事7人 Season6（2020年） - 大山幸代 役
- 緊急取調室 2022年SP（2022年） - 野々村洋子 役
- ケイジとケンジ、時々ハンジ。 第6話（2023年5月18日） - 神田昭枝 役
- シッコウ!!〜犬と私と執行官〜 最終話（2023年9月12日） - 草野みどり 役
- いつか、ヒーロー（2025年4月6日 - 6月1日、朝日放送テレビ） - 森本葉子 役[4]

#### テレビ東京
- 怨み屋本舗（2006年）
- 白旗の少女（2009年）
- 孤独のグルメ Season3 第3話（2013年7月24日） - かわづ・女性従業員 役
- フラガールと犬のチョコ（2015年） - 阿部由美子 役
- 最上の命医2017（2017年） - 自転車の女性 役
- 月曜プレミア8 今野敏サスペンス 憐情 警視庁強行犯係・樋口顕（2022年2月7日） - 大葉香津代 役
- 警視庁考察一課（2022年）

#### BSジャパン
- 人形佐七捕物帳（2017年） - お福 役

#### ネット配信
- &美少女 NEXT GIRL meets Tokyo 第3話（2017年4月19日、FOD) - 鈴木の母親 役

### 映画
- いらっしゃいませ、患者さま。（2005年6月4日） - 薬待ちの患者 役
- 約束の地（2009年1月31日） - 山田さくら 役
- POV〜呪われたフィルム〜（2012年2月18日） - 岡崎良子 役
- Mr.Long/ミスター・ロン（2017年）